# پامال کی.سامباندام
پامال کی. سامباندام (به انگلیسی: Pammal K. Sambandam) فیلمی هندی محصول سال ۲۰۰۲ و به کارگردانی مولی است. در این فیلم بازیگرانی همچون کمال حسن، سیمران، عباس، سنها، سوکوماری و کالپانا ایفای نقش کرده‌اند.